# Nagaina incunda
Espèce
Synonymes
- Dendryphantes vegetus Peckham & Peckham, 1901
- Metaphidippus flavolineatus F. O. Pickard-Cambridge, 1901
- Metaphidippus expallidatus F. O. Pickard-Cambridge, 1901

Nagaina incunda est une espèce d'araignées aranéomorphes de la famille des Salticidae.

## Distribution
Cette espèce se rencontre du Mexique au Panama.

## Description
La femelle holotype mesure 4 mm. Les mâles mesurent de 3,0 à 4,0 mm et les femelles de 3,5 à 4,3 mm.

## Publication originale
- Peckham & Peckham, 1896 : Spiders of the family Attidae from Central America and Mexico. Occasional Papers of the Natural History Society of Wisconsin, vol. 3, no 1, p. 1-101 (texte intégral).